# Chemin de la Côte-des-Neiges
Chemin de la Côte-des-Neiges – ulica na osi północ-południe w dzielnicy Côte-des-Neiges–Notre-Dame-de-Grâce, w Montrealu.
Zaczyna się od skrzyżowania z Rue Sherbrooke jako Rue Guy, następnie okrąża zachodnie zbocza wzgórza Mont Royal. Kończy się na skrzyżowaniu z Rue Jean-Talon, za którym zmienia nazwę na Boulevard Laird w Mont-Royal.
Trasa, która biegnie ulica, była wykorzystywana już przez Indian. Później podróżowano tędy do osady Côte-des-Neiges, która w 1862 otrzymała status wsi. Wtedy właśnie zaczęto używać dzisiejszej nazwy dla tej drogi. Côte-des-Neiges zostało włączone do Montrealu w 1910 roku.